# Irma Cordero
Irma Cordero Bonilla (Pisco, 1942. március 8. – 2019. november 16.) perui röplabdázó, olimpikon.

## Pályafutása
1967 és 1978 között szerepelt a perui válogatottban. Az 1968-as mexikóvárosi olimpián negyedik, az 1976-os montréalin hetedik helyen végzett a csapattal. Tagja volt az 1967-es, 1971-es, 1975-ös pánamerikai ezüstérmes válogatottnak.

## Sikerei, díjai
- Pánamerikai játékok
  - ezüstérmes: 1967, 1971, 1975